# Atherostemon javensis
Atherostemon javensis är en oleanderväxtart som beskrevs av Carl Ludwig von Blume. Atherostemon javensis ingår i släktet Atherostemon och familjen oleanderväxter. Inga underarter finns listade i Catalogue of Life.